# Ilarion Ciobanu
Ilarion Ciobanu  (né le 28 octobre 1931 à Ciucur-Mingir, Cimișlia (ro), Royaume de Roumanie aujourd'hui en Moldavie et mort le 7 septembre 2008 à Bucarest Roumanie était un acteur roumain.

## Biographie
S'il fréquenta l'Université nationale d'art théâtral et cinématographique Ion Luca Caragiale il en ressortit sans diplôme.
Il a joué au rugby au Dinamo Bucarest jusqu'en 1962.

## Filmographie
- 1966 : Les Guerriers
- 1970: Michel le Brave